# Lord teniente de Irlanda
El lord teniente de Irlanda (plural: lores tenientes, en inglés: Lord Lieutenant of Ireland), formalmente Teniente General y Gobernador General de Irlanda (en inglés: Lieutenant General and General Governor of Ireland) también conocidos como Jefe justiciar en los comienzos del período medieval y como el lord diputado en la parte final del siglo XVII, fue el representante del rey y el jefe del gobierno ejecutivo irlandés durante el Señorío de Irlanda (1171-1541), el Reino de Irlanda (1542-1801) y el Reino Unido de Gran Bretaña e Irlanda (1801-1922). 
Aun cuando encabezaba el ejecutivo de una teóricamente independiente Irlanda dentro del Reino Unido, el justiciar, lord diputado o lord teniente actuaba como agente y representante del rey o reina de Inglaterra (hasta 1707) o rey o reina de Gran Bretaña (1707-1800), y nunca rindió cuentas ante el parlamento irlandés o ante el pueblo.
El oficio, bajo sus variados nombres, fue a menudo generalmente conocido como virrey, del castellano vice-rey (la voz en inglés, viceroy, es un préstamo del francés viceroy, a su vez tomado del castellano virrey, pues fueron los reyes de Aragón los primeros en emplear virreyes, en Nápoles y Sicilia) o "subordinado del rey" (king-deputy), cuya consorte es conocida como virreina.
Los primeros lores diputados fueron nobles irlandeses de la Edad Media, con la curiosa excepción de que solo nobles ingleses o británicos fueron designados posteriormente para el cargo.

## Competencias
- Representante del Rey de Inglaterra
- Cabeza del ejecutivo de Irlanda
- En ocasiones, miembro del Gabinete inglés o británico
- Fuente de gracia, justicia y patronazgo
- En ocasiones, comandante en jefe de Irlanda
- Gran Maestre de la Orden de San Patricio

Antes de las Actas de Unión (1800) que abolieron el parlamento irlandés, el Lord teniente pronunciaba formalmente el Discurso del Trono, describiendo su política de gobierno. Este gobierno ejercía el control efectivo del parlamento, a través del amplio ejercicio de los poderes de patronazgo, especialmente la concesión de títulos de nobleza, baronías y honores de estado. Los críticos acusaron a los virreyes de usar su patronazgo como un medio corrupto para controlar el parlamento.: 66  El poder del clientelismo se usó para sobornar a parlamentarios y pares que apoyaron el Acta de Unión de 1800.

## Estructura constitucional
El Lord teniente era asesorado por el Consejo Privado de Irlanda, un conjunto de figuras designadas, sustentadoras de títulos hereditarios, que se reunían habitualmente en la Cámara del Consejo del castillo de Dublín, y en ocasiones en otros lugares. Las principales figuras constitucionales del tribunal virreinal eran:
- Jefe de Secretaría de Irlanda: Desde 1660, originalmente el administrador principal, pero a finales del siglo XIX, el primer ministro de la Administración, con el Lord teniente como una especie de monarca constitucional.
- Subsecretario para Irlanda: El jefe de la administración pública en Irlanda.
- Lord Justicia de Irlanda: Tres funcionarios que actuaban en lugar del Lord teniente durante su ausencia. Los Lords Justicia eran, antes de 1800, el Lord Canciller de Irlanda, el presidente de la Cámara de los Comunes de Irlanda, y el arzobispo de Armagh de la Iglesia de Irlanda, como Primado de Irlanda.[1]

Los Lords tenientes eran nombrados por un período no determinado, pero realmente servían por el «placer de su Majestad», (o sea tanto como quisiera el gobierno británico). Cuando caía un ministerio, el Lord teniente era reemplazado por otro, partidario del nuevo ministerio.

## Funcionarios
Hasta el siglo XVI, la nobleza Angloirlandesa, como el 8.º conde de Kildare, y el 9.º conde de Kildare, ocuparon tradicionalmente los cargos de Justiciar o Lord diputado. Desde la reconquista Tudor de Irlanda, el cargo fue entregado cada vez más a ingleses,  cuya lealtad a la Corona estuviera fuera de toda duda.
Aunque era la fe de la inmensa mayoría de irlandeses, los católicos fueron excluidos de poder acceder al cargo desde la Revolución Gloriosa de 1688 hasta la Ley de Gobierno de Irlanda de 1920.
Hasta 1767, los Lords tenientes no vivían todo el tiempo en Irlanda. En vez de eso, residían en Irlanda durante las reuniones del parlamento irlandés (algunos meses cada dos años). Sin embargo, el gabinete británico decidió en 1765 que la residencia plena fuera requisito para que el Lord teniente pudiera vigilar los asuntos públicos de Irlanda.

## Importancia del cargo
El cargo varió su importancia a lo largo del tiempo, siendo usado en ocasiones como una forma de exilio para políticos británicos prominentes en conflicto con la Corte de St. James o con el Gobierno del Reino Unido. Otras veces fue un trampolín para una carrera política. Dos Señores tenientes, Lord Hartington y el Duque de Portland, fueron del Castillo de Dublín al 10 de Downing Street como primeros ministros, en 1756 y 1783 respectivamente.
De mediados a finales del siglo XIX, el cargo pasó de ser un importante puesto político a una figura simbólica cuasi monárquica que reinaba, no gobernaba, sobre la administración irlandesa. En cambio, fue el secretario jefe para Irlanda quien se convirtió en la figura central, no el señor teniente, sentado en ocasiones en el gabinete británico.

## Residencia oficial

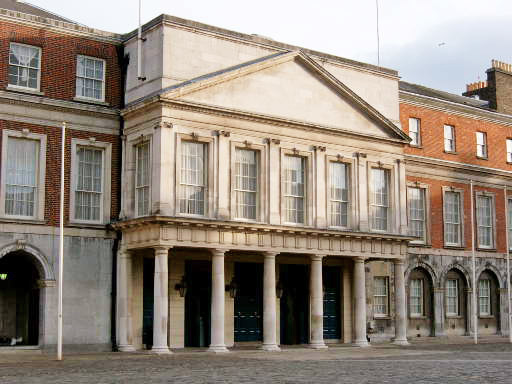
Apartamentos virreinales en el castillo de Dyblín, residencia oficial de temporada del Lord teniente

La residencia oficial del Lord teniente fueron los apartamentos virreinales del castillo de Dublín, donde residía el tribunal virreinal. Otras residencias de verano o residencias alternativas del Lorf teniente o los Lores diputados incluían Abbeville en Kinsealy, Chapelizod House, castillo de Leixlip y St. Wolstan en Celbridge. Los Lores diputados, el 8.º conde de Kildare y el 9.º conde de Kildare, siendo nativos irlandeses, vivieron en el castillo de Maynooth, Condado de Kildare. Lord Essex poseía el castillo de Durhamstown, cerca de Navan en el Condado de Meath, a corta distancia de la residencia del obispo de Meath en Ardbraccan House.
La decisión de requerir al Lord teniente vivir a tiempo completo en Irlanda necesitó cambios en los arreglos de las viviendas. Como residencia principal, el castillo de Dublín ya no resultaba adecuado como residencia permanente del virrey y de su familia. En 1781, el gobierno británico compró la antigua casa del guardabosque en Phoenix Park para convertirla en residencia personal del Lord teniente. El edificio fue reconstruido y renombrado como logia virreinal. Sin embargo, no fue hasta la década de 1820 cuando fue usado regularmente, tras importantes mejoras. En la actualidad se le conoce como Áras an Uachtaráin, y es la residencia del presidente de Irlanda.
A mediados del siglo XIX, los Lores tenientes solo vivían en el Castillo durante la temporada social irlandesa, desde principios de enero hasta el día de San Patricio, el 17 de marzo, período en el que patrocinaban eventos sociales, como bailes y reuniones. Por tradición, el escudo de armas del Lord teniente se desplegaba en algún lugar de la capilla real del castillo de Dublín, incorporándose algunas veces a las cristaleras de los ventanales o grabándose en los asientos.

## Actitud irlandesa

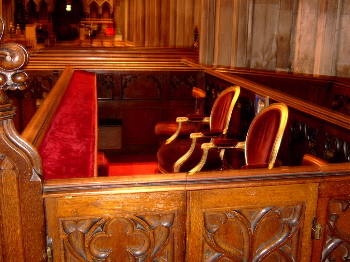
butacas virreinales en la Catedral de San Patricio de Dublín

El cargo de Lord teniente, al igual que el gobierno británico en Irlanda, fueron sentidos como un agravio por algunos nacionalistas irlandeses, aunque fue apoyado con distintos grados de entusiasmo por la minoría de la comunidad unionista. Algunos Lords tenientes ganaron cierta popularidad a nivel personal entre los nacionalistas. Desde el comienzo del siglo XIX se hicieron frecuentes llamamientos para la abolición del cargo, y su sustitución por el de  "Secretario de estado para Irlanda". Un proyecto de ley para efectuar este cambio se introdujo en el parlamento en 1850 por el gobierno de Lord John Russell, pero fue retirado cuando se vio que no tenía suficiente apoyo para ser aprobado. El cargo sobrevivió hasta el establecimiento del Estado Libre Irlandés en 1922.
Los nacionalistas irlandeses hicieron campaña para obtener el autogobierno. Daniel O'Connell buscó la abrogación del Acta de Unión, mientras que nacionalistas posteriores, como Charles Stewart Parnell pidieron una medida menor, conocida como home rule.

## Abolición
La Ley de Gobierno de Irlanda de 1920 dividió a Irlanda en dos entidades descentralizadas dentro del Reino Unido, Irlanda del Norte e Irlanda del Sur. Las dos instituciones estaban destinadas a unirse; el Consejo de Irlanda se esperaba que se convirtiera en el parlamento de toda Irlanda, y el Lord teniente sería el jefe ejecutivo nominal, con poder para designar a los primeros ministros y disolver ambos parlamentos. De hecho, sólo funcionó en Irlanda del Norte, pues en Irlanda del Sur fue reemplazado rápidamente por el Estado Libre de Irlanda, con su propio Gobernador General. La ley del estado irlandés de 1922 dispuso que el cargo de Lord teniente de Irlanda fuera abolido, y sus poderes residuales serían transferidos al gobernador de Irlanda del Norte. Esto sucedió debidamente el 8 de diciembre de 1922, dos días después de la entrada en vigor de la Constitución del Estado Libre.